# TBSラジオ平日深夜ワイド番組
TBSラジオ平日深夜ワイド番組とは、TBSラジオが平日深夜にかつて、または現在放送している放送枠の総称である。

## 現在

### 1･2時台
- 月曜(～4:00)
  - 文化系トークラジオ Life 2006年10月～ (偶数月第4週)
  - TBSラジオ エア・ナビゲーション ????年??月～ (不定期)
- 火曜～土曜...JUNK 2002年4月～
- 日曜
  - 前半(1時台)...エレ片のケツビ!2021年4月～
  - 後半(2時台)...東京ポッド許可局2021年4月～

### 3時台
- 火曜～土曜(～5:00)...CITY CHILL CLUB 2020年10月～
- 日曜
  - 前半(～3:30)...さらば青春の光がTaダ、Baカ、Saワギ 2020年4月～
  - 後半(3:30～)...ねむチキ 2021年7月～

### 4時台
- 月曜...MUSIX 2020年10月～
- 日曜（～5:50）...Music Palette♪ 2020年10月～

## 過去

### 1･2時台
- パックインミュージック　1967年8月～1982年7月[1]
- サウンド・ストームDjango　1982年8月～1983年3月
- 体験ラジオAチャンネル　1983年4月～1983年9月
- 今夜もセレナーデ　1983年10月～1984年9月
- スーパーギャング　1984年10月～1992年3月
- パックインミュージック21　1992年4月～1993年9月[2]
- シンデレラドリーム ミッドナイト☆パーティー　1993年10月～1995年9月
- UP'S〜Ultra Performer'S radio〜　1995年10月～2000年3月[3]

### 3時台
- パックインミュージック 1969年4月～1974年8月[4]
- いすゞ歌うヘッドライト〜コックピットのあなたへ〜 1974年9月～1998年10月[5]
- Ride on music! 1998年10月～2002年3月
- B-JUNK 2002年4月～2005年3月
- JUNK2 2005年4月～2008年9月
- OTTAVA con brio 2008年9月～2010年3月
- ミュージックナビ〜昨日と今日との交差点〜　2010年4月～2015年3月
- Fine!! 2015年4月～2020年9月

### 4時台
- パックインミュージック 1969年4月～1974年8月[4]
- いすゞ歌うヘッドライト〜コックピットのあなたへ〜→歌うヘッドライト〜コックピットのあなたへ〜 1974年9月～2001年9月[5][6]
- あなたへモーニングコール　2001年10月～2013年3月
- ラジオ・パープル　2013年4月～2015年3月
- Fine!! 2015年4月～2020年9月

## 関連記事
- TBSラジオ平日夜ワイド番組